# جوني كوبيرو
جوني كوبيرو (بالإسبانية: Johnny Cubero)‏ هو لاعب كرة قدم كوستاريكي في مركز الهجوم، ولد في 23 فبراير 1976 في Grecia, Costa Rica ‏ في كوستاريكا. شارك مع منتخب كوستاريكا لكرة القدم. أما مع النوادي، فقد لعب مع ديبورتيفو بيتابا ونادي كوميونيكيشنس.

## وصلات خارجية
- جوني كوبيرو على موقع قاعدة بيانات كرة القدم.إي يو (الإنجليزية)
- جوني كوبيرو على موقع ناشيونال فوتبول تيمز (الإنجليزية)